# M72 LAW
M72 LAW (чит. «Ло», бэкроним от англ. Light Anti-Tank Weapon — «лёгкое противотанковое оружие», исходное словесное название — lawman [ˈlɔːmən] — «законник») — американский одноразовый ручной противотанковый гранатомёт. Принят на вооружение Армии США в 1962 году в качестве индивидуального противотанкового оружия, заменив собой винтовочную гранату M31 и гранатомёт M20A1 «Супер-Базука».

## История

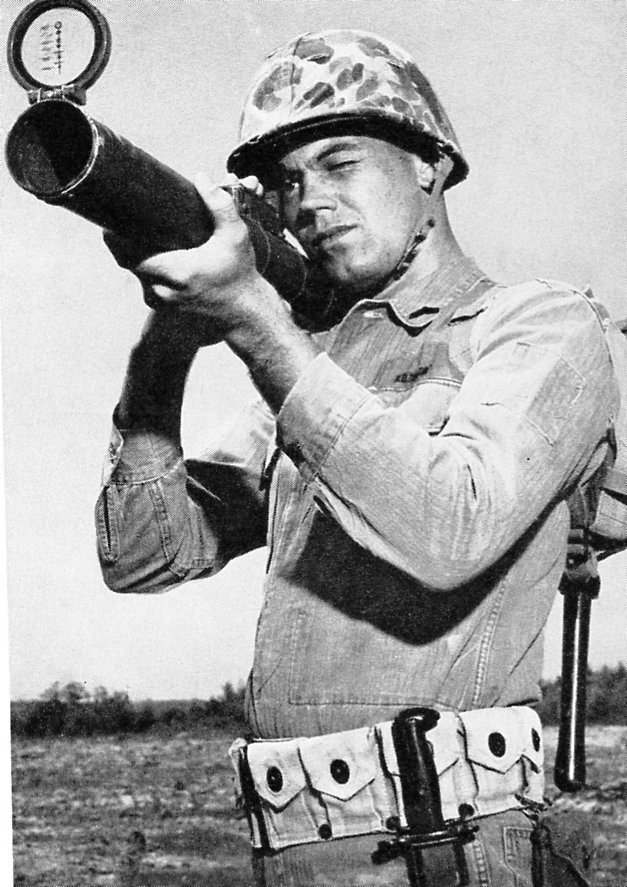
Ранняя модель M72 с прозрачной передней стойкой прицела с нанесённой на неё дальномерной шкалой (1961)

В основу концепции нового оружия легла германская идея одноразового противотанкового оружия «Панцерфауст», отработанная ещё в ходе Второй Мировой войны, однако американцы значительно развили её, заменив безоткатную схему стрельбы ракетной, а также впервые применив раздвижной транспортно-пусковой контейнер, надёжно защищавший гранату при хранении и переноске в бою.

## Разработка
Всего в проекте XM72 LAWman было задействовано 25 казённых организаций, учреждений и предприятий в структуре Департамента армии США, головной организацией выступало Управление ракетного вооружения Армии США (AOMC), на которое возлагалась функция менеджмента проекта. Генеральным подрядчиком работ в частном секторе выступала компания «Хесси-Истерн» в составе корпорации «Флайтекс Фабрикс». Руководителем проекта от Департамента армии США был назначен Альфред Финцель. Исходно аббревиатура «LAW» имела другую расшифровку (Light Area Weapon — «лёгкое оружие сплошного поражения»), а сам гранатомёт предназначался не только для использования в качестве противотанкового средства, но и в качестве противобункерного боеприпаса (antitank anti-installation rocket).

## Производство
Производством гранатомётов в США занимались несколько коммерческих структур:
Генеральный подрядчик
- Гранатомёт — Flightex Fabrics, Inc., Hesse-Eastern Division → Norris-Thermador Corp., Norris Industries, Inc., Эверетт, Массачусетс; Talley Industries, Inc. → Talley Defense Systems, Inc., Меса, Аризона.
- Реактивная граната — Day & Zimmermann, Inc.[англ.], Lone Star Army Ammunition Plant, Тексаркана, Техас[8]; Norris Industries, Inc., Riverbank Army Ammunition Plant, Ривербэнк, Калифорния[9].

Главные субподрядчики
- Корпус гранатомёта — Harvey Aluminum Co., Торренс, Калифорния;[10]
- Корпус гранаты — Bridgeport Brass Co., Риверсайд, Калифорния;[10]
- Корпус двигателя — Lamtex Industries, Inc., Фармингдейл, Лонг-Айленд;[10]
- Взрыватель — Zenith Radio Corp., Чикаго, Иллинойс;[10]
- Электроцепь — Sprague Electric Co., Норт-Адамс, Массачусетс.[10]

Поставщики деталей и компонентов
- Ракетное топливо — Hercules Powder Co., Radford Army Ammunition Plant, Радфорд, Виргиния[11];
- Корпус гранатомёта (M72A1) — Batesville Manufacturing Co., Бейтсвилл, Арканзас[12];
- Боевая часть — Marquardt Corp., Ван-Найс, Калифорния[13];
- Металлические детали боевой части — Eastern Tool & Manufacturing Co., Белвилл, Нью-Джерси[14];
- Металлические детали двигателя — Alcan Aluminum Corp., Риверсайд, Калифорния[15].

## Дальнейшее развитие задела
Система M72 LAW стала образцом для создания многих других аналогичных образцов, таких как шведский одноразовый гранатомет AT4 или советские противотанковые гранаты РПГ-18.
В 1983 году для вооружённых сил США началась разработка новой модификации гранатомёта на замену M72A3, получивший наименование M-72-750 (с новым двигателем).
В настоящее время в США гранатометы серии M72 LAW большей частью заменены на вооружении более эффективными одноразовыми гранатометами М136 (выпускаемые в США по лицензии фирмы «Сааб-Бофорс» шведские гранатометы AT4), однако системы М72 всё ещё производятся в США компанией «Тэлли дифенс системз» в усовершенствованном варианте (Improved LAW). Кроме США, одноразовые гранатометы М72 состоят на вооружении ещё в ряде стран мира.

## Конструкция
В порядке очередности применения: 1) Маркировочная лента, 2) Инструкция по эксплуатации, 3) Наружная часть пусковой трубы, 4) Внутренняя часть пусковой трубы, 5) Передняя крышка, 6) Задняя крышка, 7) Отверстие для извлекаемой защитной шпильки, 8) Гнездо фиксатора, 9) Кожух прицела, 10) Задняя стойка прицела, 11) Передняя стойка прицела, 12) Предохранитель, 13) Спуск, 14) Кожух ударно-спускового механизма, 15) Канал выдвижения ударно-спускового механизма, 16) Ударно-спусковой механизм, 17) Направляющая линейка (канал хода ударника), 18) Кожух воспламенителя.
M72 LAW представляет собой одноразовое пусковое устройство, снаряжаемое в заводских условиях реактивной гранатой с кумулятивной бронебойной боевой частью. Ствол пускового устройства телескопический, ненарезной. Ствол состоит из двух труб — внутренней алюминиевой и внешней стеклопластиковой. В походном положении реактивная граната находится внутри алюминиевой трубы, которая, в свою очередь, находится в задней части внешней пластиковой трубы. С обеих сторон пусковая труба закрыта откидными крышками, выполняя роль транспортного контейнера. Перед стрельбой крышки откидываются, и внутренняя труба выдвигается из внешней назад, при этом автоматически происходит взведение ударного механизма и раскрытие складного прицела. Стрелок устанавливает пусковую трубу на плечо, прицеливается при помощи диоптрического прицела и нажатием на спусковую клавишу производит запуск ракетной гранаты. Твердотопливный двигатель гранаты полностью вырабатывает свой заряд внутри пусковой трубы, на траектории граната стабилизируется раскладным хвостовым оперением. После запуска пустой пусковой контейнер выбрасывается. Так как ствол (пусковая труба) М72 открыт сзади, при выстреле позади стрелка образуется опасная зона глубиной более 15 метров. Современные гранатометы серии М72 'Improved LAW' отличаются более мощным ракетным двигателем, обеспечивающим большую начальную скорость и большую дальность стрельбы, а также более мощными БЧ. Варианты М72А6 и А7 предназначены для борьбы с легкобронированными целями (бронетранспортеры, БМП) и с пехотой в укрытиях — они имеют меньшую бронебойность, но более мощное заброневое поражающее действие.

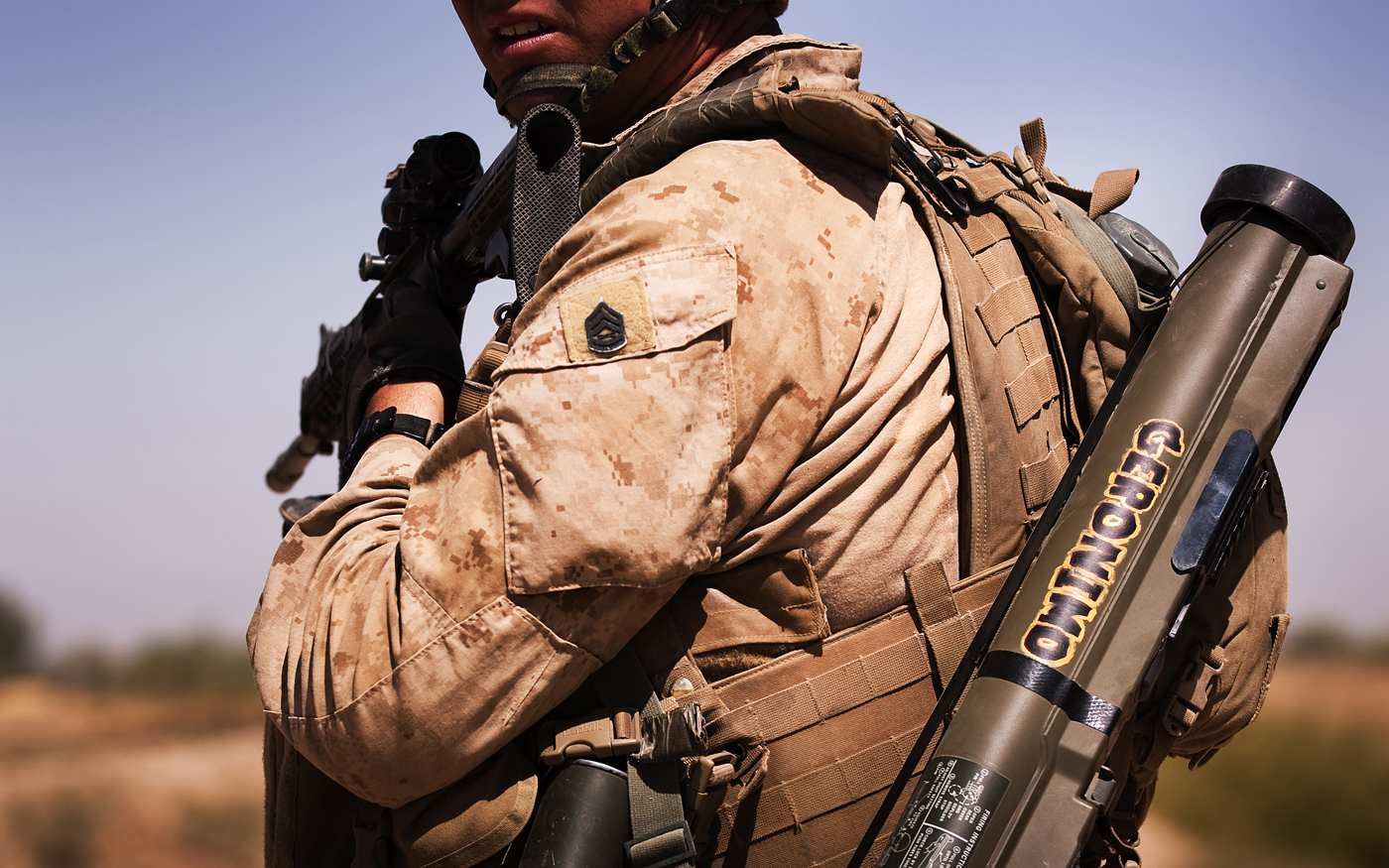
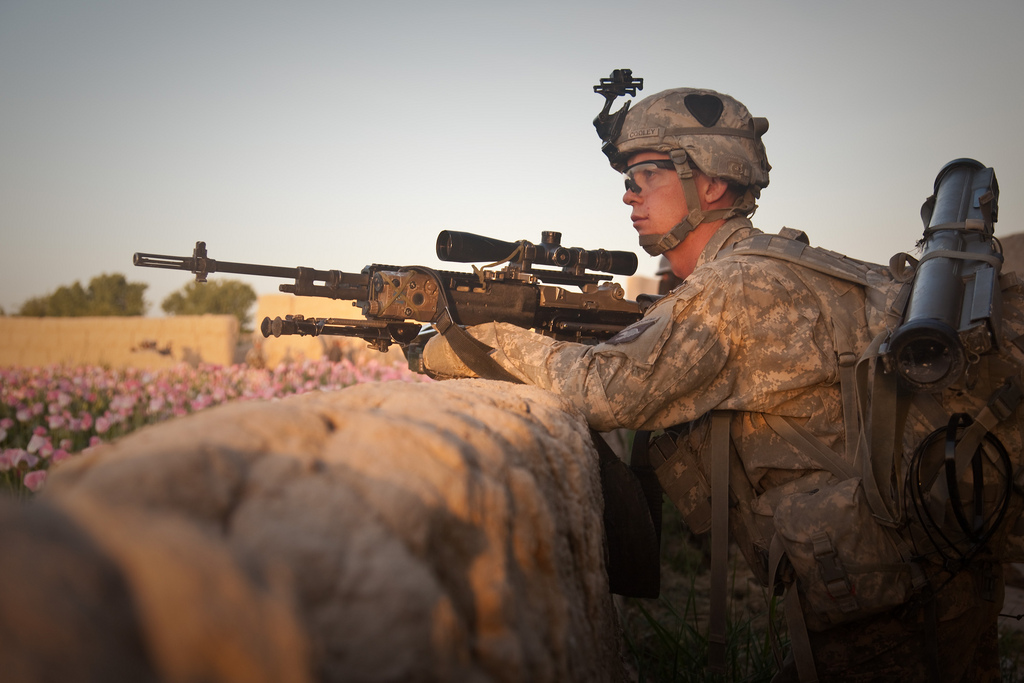
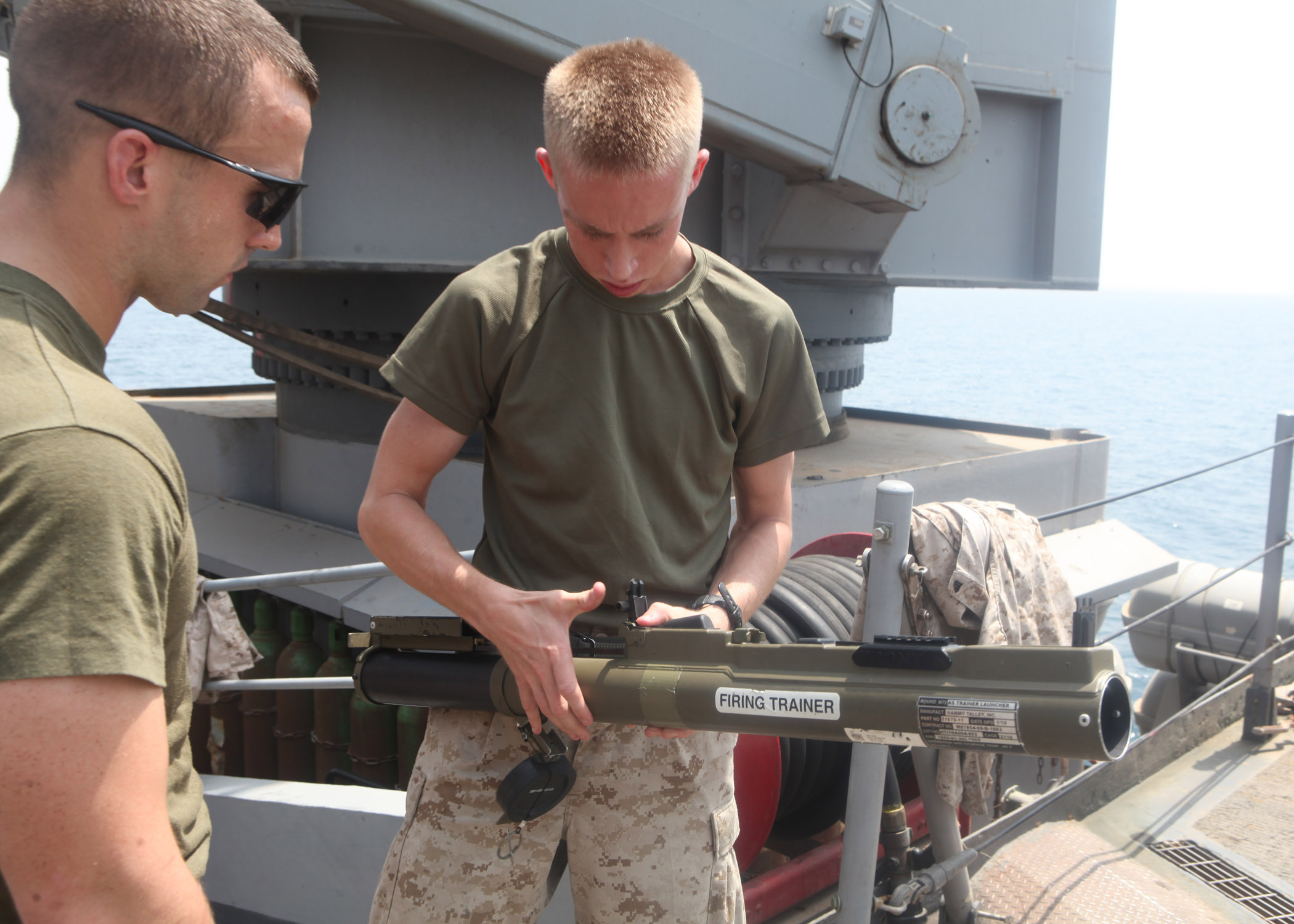
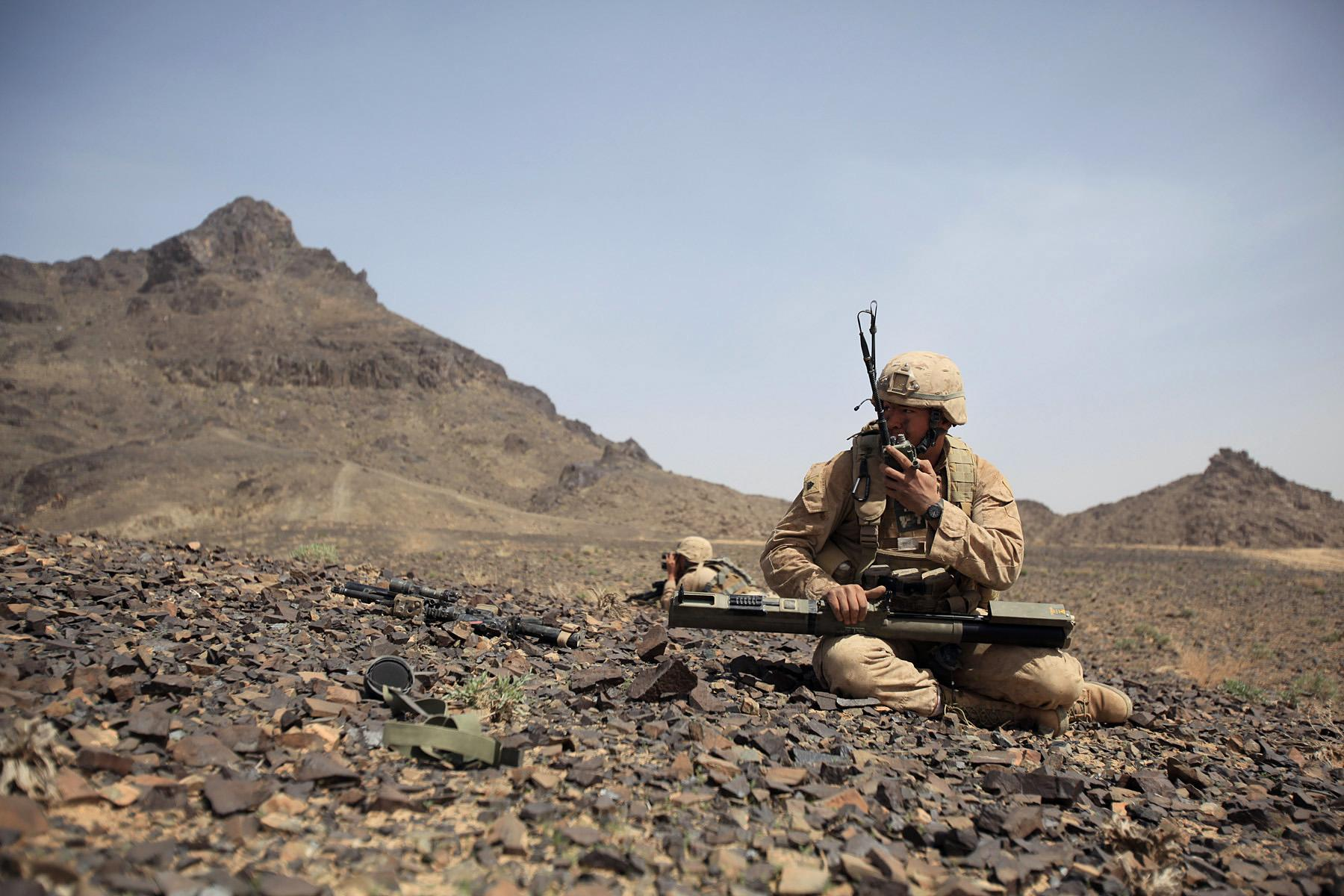
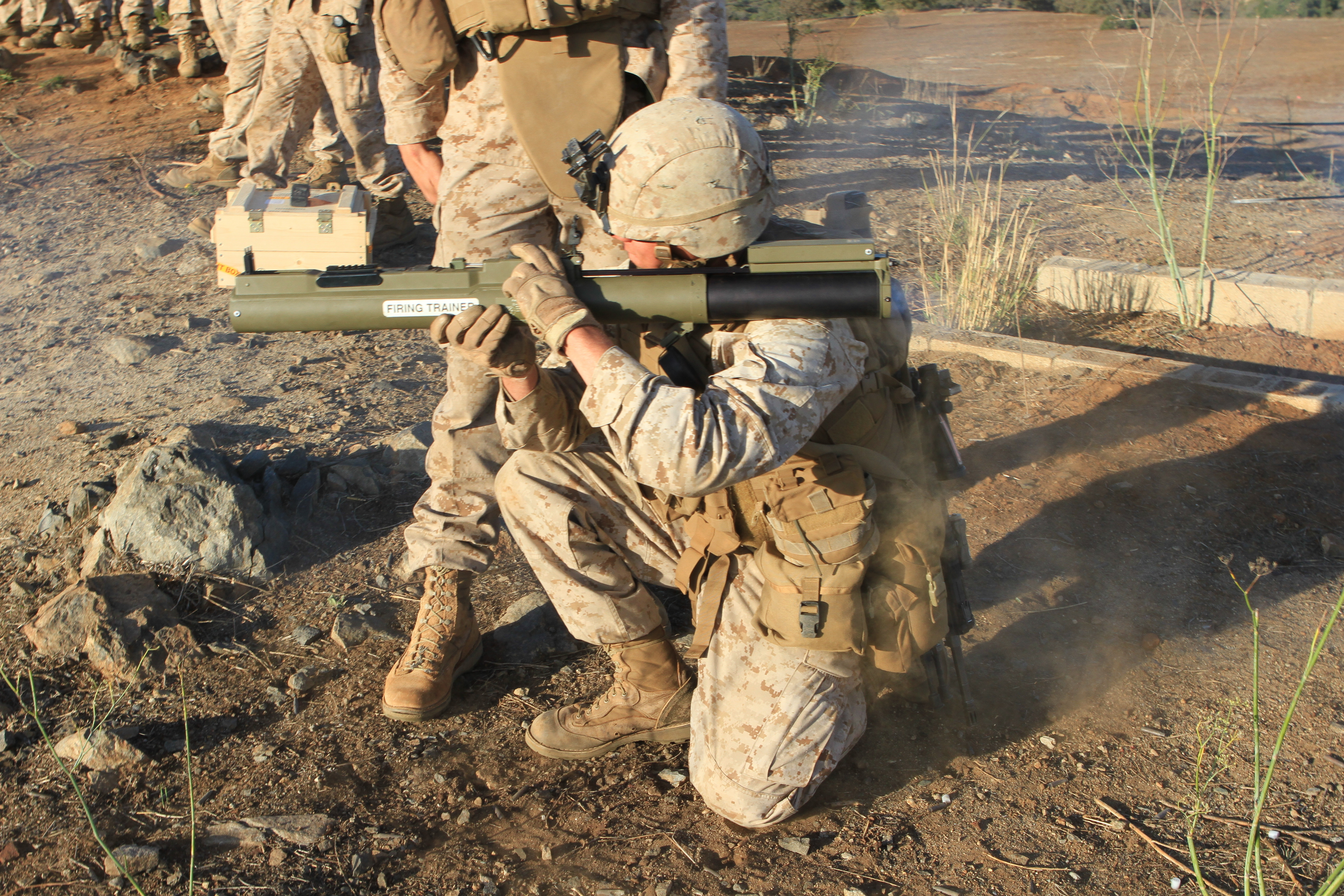
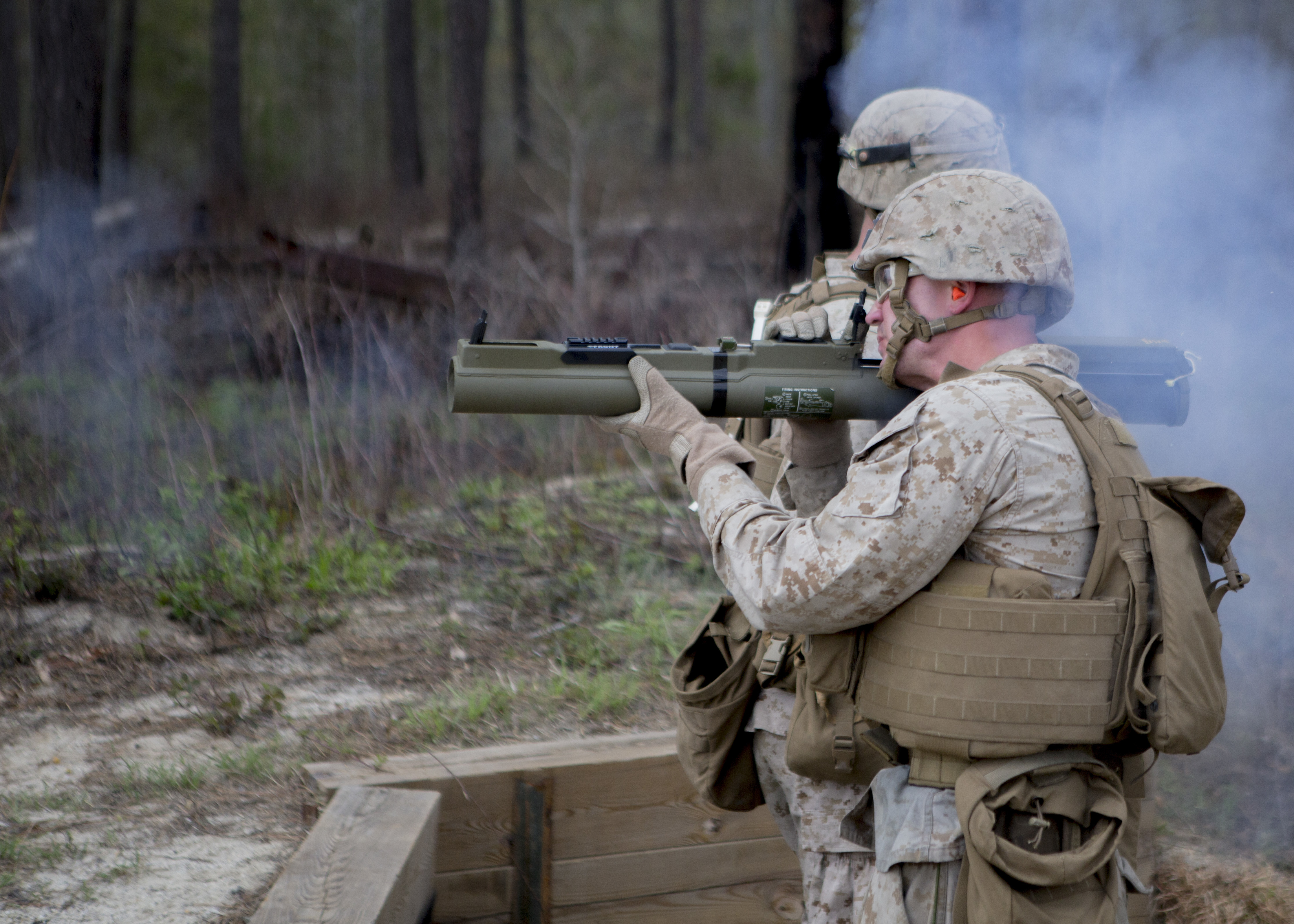

Ношение гранатомёта: через плечо, поперёк заплечного ранца. Приведение гранатомёта в готовность к стрельбе: Извлечение защитной шпильки, удаление задней крышки и выдвижение внутренней части пусковой трубы до упора. Основные положения для стрельбы: сидя, с колена, стоя.

## Тактико-технические характеристики
M72 LAW

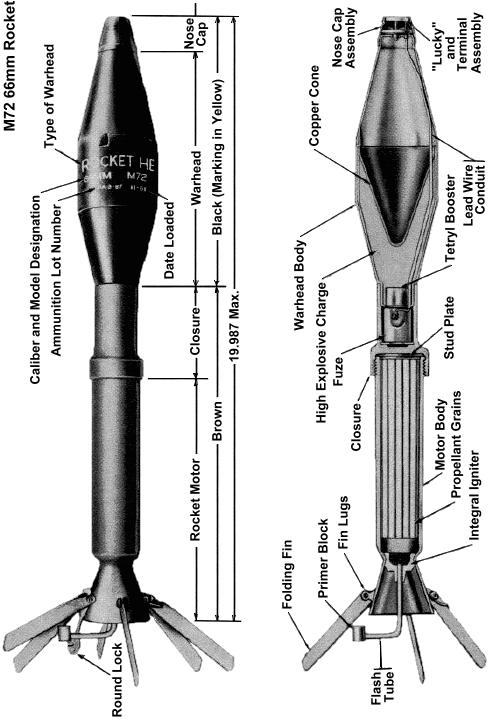
66-мм реактивная граната

Ниже представлены тактико-технические характеристики исходной модели, принятой на вооружение:
- Длина — 635 мм (25 дюймов)
- Диаметр — 76,2 мм (3 дюйма)
- Максимальная дальность стрельбы — 1000 м (1100 ярдов)
- Эффективная дальность стрельбы — 200 м
- Минимальная дальность стрельбы (переключение взрывателя на боевой взвод) — 9 м (10 ярдов)
- Бронепробиваемость — 350 мм
- Масса гранатомёта — 2041 г (4,5 фунта)
- Тип боевой части — осколочно-фугасная HE (впоследствии, была заменена на кумулятивную HEAT)
- Взрывчатое вещество — октол
- Тип реактивного двигателя — твердотопливный (полное выгорание до вылета ракеты из пусковой трубы)

Improved LAW
Различные источники, включая официальные, дают показатели дальности стрельбы M72 и модификаций от 200 до 1000 метров. Однако, по словам Заместителя начальника штаба Армии США по научно-исследовательской работе генерал-лейтенанта Дональда Кита, многократно проверенная практическим путём эффективная дальность стрельбы не превышала ста метров. Показатели бронепробиваемости также можно считать несколько завышенными, поскольку для борьбы с советскими основными танками её явно не хватало, даже при стрельбе с флангов и по корме (иначе были бессмысленными многочисленные попытки замены или модернизации M72), о пробивании лобовой брони танков, оснащённых динамической защитой вопрос даже не ставился, — её не мог пробить не только M72, но и никакой иной гранатомёт НАТО в весовой категории до 14 фунтов.

## Варианты и модификации
- HPL (High Performance Law) — модификация Пикатиннского арсенала с утяжелённой в два раза гранатой, в основном за счёт веса ракетного топлива[19].
- M190 — учебно-тренировочный вариант, предназначенный для отстрела 35-мм подкалиберной гранаты с инертным снаряжением. Применяется для обучения стрельбе.
- M72-750 — норвежская лицензионная модификация, технологически более простая и дешёвая в производстве. Впоследствии, в США американскими производителями так же по лицензии было организовано производство гранатомётов норвежского образца[19].

## Боевое применение

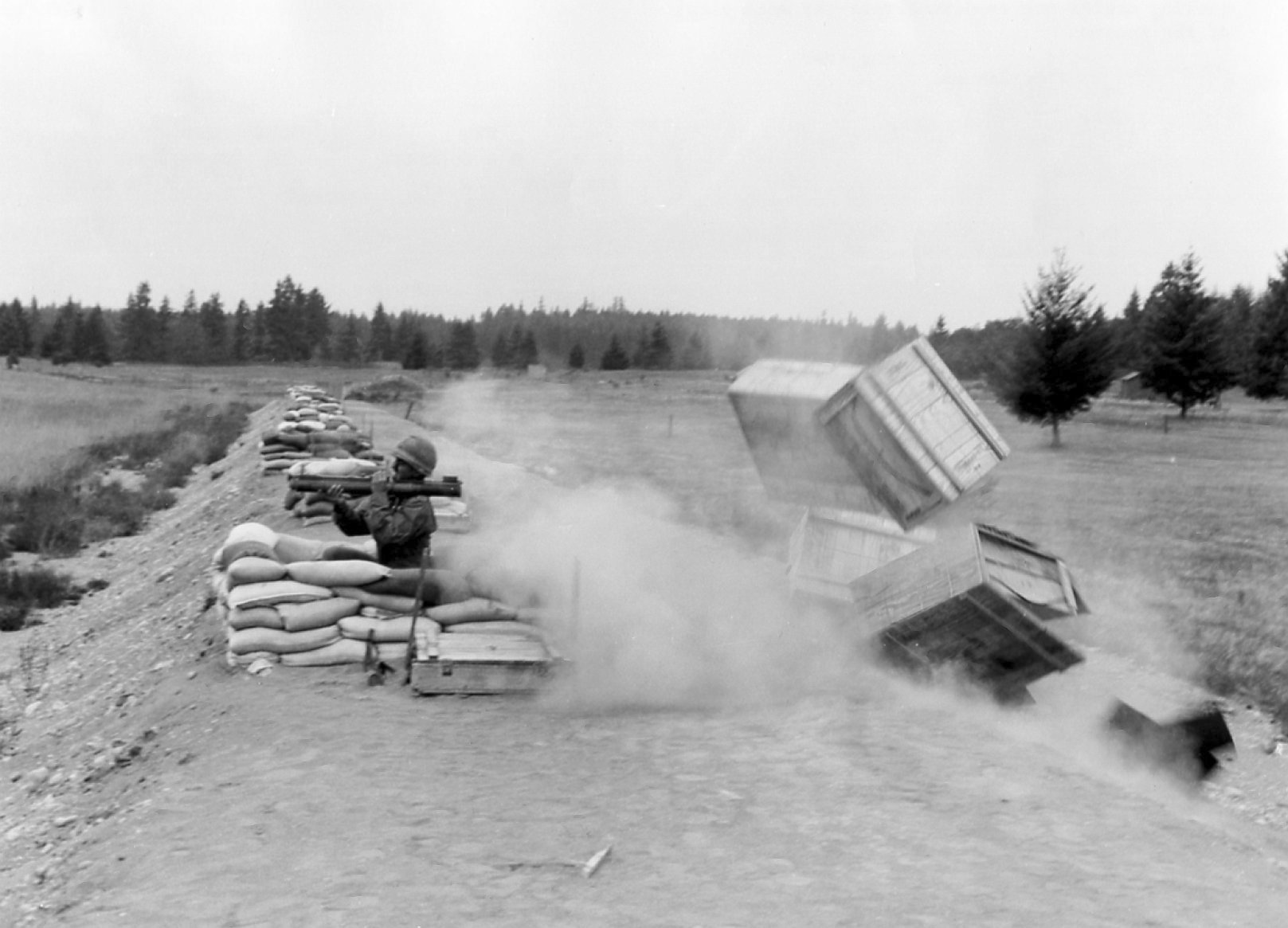
В момент выстрела позади стрелка образуется опасная зона разлёта реактивной струи

- Война во Вьетнаме — широко применялись американскими и южновьетнамскими войсками для поражения пехоты противника, укрывшейся в различных сооружениях и за лёгкими преградами, а также для борьбы с бронетехникой Вьетнамской Народной Армии.

В первые дни северовьетнамского наступления 1972 года южновьетнамские морские пехотинцы доказали, что самые современные северовьетнамские танки Т-54 не являются неуязвимыми, уничтожив 40 таких машин из гранатомётов M72 возле Донг Ха. С успехом применяли M72 против Т-54 и солдаты сухопутных войск, подбив 33 танка за 9 дней. Во время обороны Ан Лок успешное применение M72 против северовьетнамских Т-54 помогло восстановить боевой дух защитников города, переломным моментом стало уничтожение вражеского танка 18-летним ополченцем Фам Куонг Туаном.

Быстро распространилась информация, что LAW могут остановить вражеские танки и даже молодые члены Народных сил самообороны в состоянии это сделать. Солдаты АРВН преодолели свой страх, покинули окопы и стали преследовать и уничтожать танки по всему городу.

В общем в ходе войны, «пятьдесятчетвёрки» гранатомётчикам удавалось поражать с трудом, лишь при удачной стрельбе по уязвимым местам. Гораздо менее защищённые лёгкие танки ПТ-76 также оказались совсем не простой целью для M72. Водоизмещающий корпус, создающий эффект близкий к разнесённой броне, делал огонь LAW практически бесполезным.
Огромное количество гранатомётов M72 LAW было захвачено северовьетнамцами в качестве трофеев. Только лишь в 1975 году северовьетнамцами было захвачено 63000 гранатомётов M72.
- Война Судного дня — применялись израильской армией. Всего в ходе войны Израилем было получено 16000 таких гранатомётов. 22 октября израильтяне совершили рейд на египетскую морскую базу в Хургаде. В ходе рейда было совершено 10 выстрелов из LAW по египетскому катеру, 8 первых промахнулись, 2 попали и уничтожили египетский катер «Комар»[26].
- Гражданская война в Ливане — использовались израильской, ливанской и палестинской сторонами. 21 сентября 1985 года палестинские боевики огнём гранатомётов M72 уничтожили вертолёт израильских войск Bell 212[27]
- Гражданская война в Сальвадоре — некоторое количество поступило на вооружение армии Сальвадора
- война в Афганистане (с 2001) — на вооружении американских, британских и канадских частей ISAF
- Чили 1986 год — с помощью гранатомётов М72, 7 сентября 1986 года, бойцы Объединённого фронта им. М. Родригеса совершили покушение на чилийского диктатора Аугусто Пиночета, впрочем, ввиду неправильно выбранного расстояния стрелявшим, граната не успела встать на боевой взвод и пробив бронестекло застряла в нём не взорвавшись.

## Производители
- США — производство велось компанией Hesse-Eastern (сначала в составе Flightex Fabrics, затем в составе подразделения Norris Industries корпорации Norris-Thermador)[28], позже к производству подключилась Talley Industries[19].
- Норвегия — компанией Raufoss Ammunisjons Fabrikker A/S (впоследствии Nammo A/S) налажен выпуск собственной лицензионной модификации M72-750[19]. С переходом на полимерные материалы, пусковая труба из полимера (фиброармированного пластика) изготавливалась фирмой Trelleborgplast[29].
- Турция — государственной корпорацией Makina ve Kimya Endustrisi Kurumu[англ.] налажен выпуск лицензионной копии HAR-66[30].

## На вооружении
- США — официально сняты с вооружения[31]. Используется отдельными частями КМП США .
- Аргентина — 385 M72, по состоянию на 2007 год[32]
- Бельгия — некоторое количество, по состоянию на 2005 год[33]
- Боливия — некоторое количество, по состоянию на 2007 год[34]
- Великобритания — находились на вооружении Армии Великобритании до замены их одноразовыми гранатомётами LAW 80 в конце 1980-х гг.[35]
- Вьетнам — трофейные гранатомёты использовались НФОЮВ в ходе войны во Вьетнаме, после окончания боевых действий в 1975 году в распоряжении осталось оружие южновьетнамской армии (в том числе, по американским оценкам, около 63 тыс. шт. М72 LAW)[36]
- Греция — 10 700 M72, по состоянию на 2007 год[37]
- Израиль — выкуплены у США[источник не указан 976 дней]
- Йемен — некоторое количество, по состоянию на 2007 год[38]
- Канада — некоторое количество, по состоянию на 2007 год[39]
- Кипр — некоторое количество, по состоянию на 2007 год[40]
- Колумбия — некоторое количество, по состоянию на 2007 год[41]
- Литва — партия M72 LAW получена из США по программе военной помощи[42]; некоторое количество, по состоянию на 2021 год[43]
- Люксембург — некоторое количество, по состоянию на 2007 год[44]
- Марокко — 500 M72, по состоянию на 2007 год[45]
- Норвегия — некоторое количество, по состоянию на 2007 год[46]
- Парагвай — некоторое количество, по состоянию на 2007 год[47]
- Таиланд — некоторое количество, по состоянию на 2007 год[48]
- Турция — некоторое количество, по состоянию на 2007 год[49]
- Украина — 2700 M72A7 и 1500 66 KES-75, по состоянию на 2022 год[50][51]
- Финляндия — некоторое количество гранатомётов местного производства 66 KES-75 и 66 KES-88 по состоянию на 2005 год[52]
- Кыргызстан — некоторое количество[источник не указан 976 дней].